# کاریمالا
کاریمالا (انگلیسی: Karimala) یک ملکه همسر در نوبه در دوران حکمفرمایی دودمان بیست و یکم مصر یا دودمان بیست و دوم مصر بود. وی از طریق یک نقش‌برجسته که در معبد سمنه در نوبه پیدا شده، شناخته می‌شود.
کاریمالا عنوان همسر بزرگ سلطنتی و همچنین شاهدخت را داشت. در صحنه‌ای که در سمنه به تصویر کشیده شده، ملکه با تاج پر دوتایی، شلاق و روبانی بلند نشان داده شده است. ایزیس در مقابل ملکه ایستاده است و در اینجا نوشته‌ای طولانی به خط هیروگلیف مصری وجود دارد که خواندن آن دشوار است. متن به نظر می‌رسد که به درگیری بین مکاراشا و یک پادشاه ناشناخته اشاره دارد که همسر کاریمالا بوده است.
اگرچه تاریخ دقیق این نقش‌برجسته و در نتیجه تاریخ زندگی کاریمالا مشخص نیست، می‌توان فرض کرد که این متن مربوط به دوران دودمان بیست و یکم مصر یا دودمان بیست و دوم مصر باشد. این دوره (حدود ۱۰۰۰ تا ۷۵۰ پیش از میلاد) به‌عنوان عصر تاریک تاریخ  نوبه شناخته می‌شود که تقریباً هیچ‌چیز از آن شناخته نیست. این نقش‌برجسته ادامه برخی ساختارهای قدرت را نشان می‌دهد.

در سال ۱۹۹۹، کریس بنت نظریه‌ای مطرح کرد که کاریمالا ممکن است دختر اوسورکن ارشد (پادشاهی ۹۹۲–۹۸۶ پیش از میلاد) بوده باشد. او با عنوان "دختر پادشاه" و "همسر پادشاه" نامیده می‌شود و نام او نشان می‌دهد که ممکن است اصالتاً اهل لیبی بوده باشد. با توجه به تاریخ نقش‌برجسته (سال ۱۴)، ممکن است او همسر یکی از پادشاهان سی‌آمون (پادشاهی ۹۸۶–۹۶۷ پیش از میلاد) یا پسوسنس دوم (پادشاهی ۹۶۷–۹۴۳ پیش از میلاد) بوده باشد. کریس بنت ازدواج او با سی‌آمون را ترجیح می‌دهد، زیرا در این صورت او می‌توانسته پس از مرگ نسخونس، والی کوش و چهره مذهبی نوبه در سال پنجم پادشاهی سی‌آمون مقام او را بر عهده بگیرد.

## بیشتر بخوانید
- László Török, Between Two Worlds: The Frontier Region between Ancient Nubia and Egypt 3700 BC – AD 500. Brill, Leiden–Boston 2009, pp. 294–298.